# Montflours
Montflours település Franciaországban, Mayenne megyében. Lakosainak száma 250 fő (2022. január 1.). Montflours Andouillé, Sacé és Saint-Jean-sur-Mayenne községekkel határos.

## Népesség
A település népességének változása:
| Lakosok száma | 201  | 198  | 185  | 226  | 252  | 256  | 253  | 252  | 252  | 250  |
|               | 1968 | 1982 | 1990 | 2006 | 2013 | 2015 | 2017 | 2019 | 2020 | 2022 |